# Anolis antioquiae
Espèce
Synonymes
- Dactyloa antioquiae (Williams, 1985)

Anolis antioquiae est une espèce de sauriens de la famille des Dactyloidae. 

## Répartition
Cette espèce est endémique de Colombie.

## Étymologie
Cette espèce est nommée en référence au lieu de sa découverte, le département d'Antioquia.

## Publication originale
- Williams, 1985 : New or problematic Anolis from Colombia. 4. Anolis antioquiae, new species of the Anolis eulaemus subgroup from western Columbia. Breviora, no 482, p. 1-9 (texte intégral).